# Negahban
Ezzat Allah Negahban (Ahvaz, Khuzestan, 1921 – 2 febbraio 2009) è stato un archeologo iraniano, conosciuto come il patriarca della moderna archeologia iraniana.

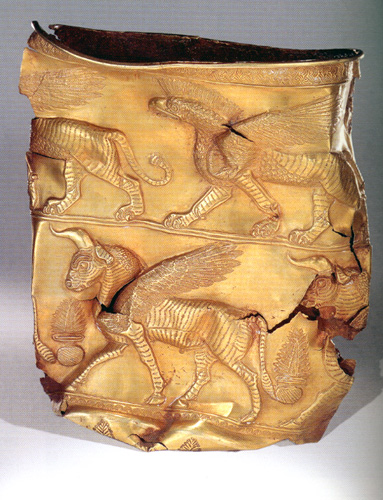
Coppa rinvenuta a Marlik

Nel 1949 egli concluse il suo dottorato in archeologia Università di Tehran e quattro anni dopo si laureò alla Università di Chicago nella stessa materia.
Fu sovrintendente scientifico in molti scavi in antichi siti iraniani come Marlik.

## Libri
1964, Rapporto preliminare sugli scavi a  Marlik: Spedizione Gohar Rud; Rudbar. 1961-1962. Servizio iraniano di archeologia, Teheran.
1983, Metal vessels from Marlik. Beck. Munich.
1991, Scavi a Haft Tepe, Iran. Museo ed Università di archeologia ed antropologia, Filadelfia.
1995, Armi da Marlik. Reimer. Berlino.